# Beyond Heaven's River
A Beyond Heaven's River Greg Bear amerikai író sorrendben harmadik önálló tudományos-fantasztikus regénye.

## Születése, megjelenése, fogadtatása
Bear legfogékonyabb éveiben, 10-12 esztendősen élt családjával, egyebek mellett Japánban is. Akkori tapasztalatai, benyomásai jelentős forrásként szolgálhattak későbbi műveihez; ezek között is a Menny folyóján túl című kötetéhez, melynek elnevezése a japán mitológiára utal vissza, ahol a hagyomány szerint a Tejút csillagsávjára mutatnak a Menny folyójaként.
A könyv először 1980-ban New York-ban jelent meg a Random House kötelékébe tartozó, mára[pontosabban?] épp százesztendős Dell Könyvkiadó gondozásában. Európai megjelenését 1988-ban az Egyesült Királyságbeli Victor Gollancz kiadó biztosította "SF Masterworks" sorozatában.
Glen David Brin amerikai asztrofizikus, író úgy emlékezik meg a könyvről, hogy az felfedi a holnap legszélsőbb peremeit, és érezteti velünk, mi történne egy nappal később is.

## Témája
Greg Bear egyik kedvelt témája a létrehozás (teremtés, kialakulás) mint megfigyelési eszköz. A Beyond Heaven's River esetében a megfigyelők, az Emberiség és az Idegenek egyaránt: az utóbbiak létezése mindvégig a háttérben marad, mégis a megfigyelt Emberiség, s a főhős karakterével történtek nyújtják az elbeszélnivalók fő mozgatórugóit azzal a hatalmas csavarral, hogy ebben az esetben magát Kawashita személyét ruházzák fel a teremtés szó szerinti erejével.

## Műfaja
Greg Beart, tudományos részletekben bővelkedő művei miatt, teljes értékű hard science fiction szerzőként tartják számon, olyan más szerzők között, mint Jules Verne, John W. Campbell, Larry Niven vagy Isaac Asimov. A Beyond Heaven's River is ebbe a műfajba sorolható, habár a könyv kiadása óta eltelt esztendőkben Gregory Feeley főiskolai tanár, esszéíró, kritikus úgy árnyalja Greg Bear munkásságát, hogy leginkább Brian W. Aldiss-szal vagy Thomas M. Disch-sel párhuzamba állítva, Beart műfaji kategóriák keresztsodrába helyezi, aki regényeiben a science fiction, a horror, a kelta (és esetünkben a sintó) mondavilág egyenértékűként felismerhető részleteit vonultatja fel.

## Cselekménye
A történet középpontjában egy ember áll, akit pillanatokkal a haláltól, éppen az örökké tartó élet ejt rabul.
Elrabolva Midwaynél süllyedő repülőgép-hordozója közeléből, majd látszólag csak egy androidok lakta bolygón felejtve, a Kido Butai (Japán második világháborús légi csapásmérő ereje) harcosa, Kawashita Yoshio hamar ráébred, hogy idegen fogvatartói furcsa módon kívánják megmenteni az életét. Kap egy világot a maga nemében, ahol újrateremtheti a történelmet, és kielégítheti a fantáziáját, annak ellenére, hogy minden, amire Yoshio vágyott, csak a hazájáért harcban elesni, ahogy az ősi tradíciók követelik. Végtelennek tetsző idő sodorja el: maga teremti meg a környezetét, napról napra új helyeket és személyeket képzelhet el. Halottak helyébe "élők" kerülnek, minden amit lerombol az idő, újjászülethet. De ráébred, hogy amit élőnek gondolt, mesterséges, amit megteremtett, furcsán működik csak.
Aztán hirtelen, újra igazi emberek veszik körül. Ám megtalálóinak a második világháború már csak félig-meddig feledésbe vesző történelem, mivel időközben négyszáz esztendő telt el. Talán senki se lesz, aki elmondhatná, kik voltak, akik kiszakították a maga közegéből: idejéből és helyéből, és mi lehet így a sorsa.

## Hatása
Tapasztalatok szerint állítható, hogy Greg Bear '80-as évek közepéig létrejött művei kiforratlannak, kiaknázatlannak, sokszor következetlennek tűnnek, miközben mégsem hagyhatóak figyelmen kívül. 
A Beyond Heaven's River kritikusai szerint írói tálentum táplálta kísérletezés eredménye, és nagyszerű alkotás. Azonban olvasói nem kifejezetten kedvelik ekkor még korai munkáit, annyira jellemző antihősei szerepeltetését: előszeretettel ír sikertelen balekokról, nyers kisemberekről, akikkel erőfeszítést kíván az olvasótól, hosszú oldalakon keresztül a szimpatikus hőst megtalálni, valakivel azonosulni egyáltalán, hogy a háttérben folyó, egyébként technikai részletekben is gazdag, a '80-as évek tudományos kutatási fejleményeit feszegető, s azokon sokszor túlmutató ötletek felsorolását végigkövethessék.
A regény második fele a holnapról, immáron a XXIV. századba beleképzelt valóságról szól. Egy 25 éves 'aggastyán' beilleszkedési kísérletei egy olyan világba, amelyet humán konglomerátumok és idegenek irányítanak Univerzum-szerte; az űrkereskedelem, az információ hatalma, és a mulatság körül mozog minden: az ember a csillagközi távolságokat tudatmódosítók hatása alatt gyűri le, a hétköznapi élet jelentős része vagy a mélyszegénységről vagy a divatról és társasági partikról zengedez. Ez lenne a jövő valójában?

## Magyarul
A kötet Magyarországon nem jelent meg. Landorhegyi Zoltán rajongói fordítása Fényévnyi magány címmel egy ideig fellelhető volt a világhálón.